# Landschaftsschutzgebiet Geestrand von Stade bis Horneburg
Das Landschaftsschutzgebiet Geestrand von Stade bis Horneburg bezeichnet ein Landschaftsschutzgebiet (LSG) in den niedersächsischen Gemeinden Stade, Agathenburg, Dollern und Horneburg mit insgesamt rund 334 Hektar. 
Mit Verordnung vom 2. April 1984 wurde das Gebiet dem Schutz des als Landesrecht fortgeltenden Reichsnaturschutzgesetzes unterstellt. Zwischenzeitlich finden die §§ 22 und 26 Bundesnaturschutzgesetz (BNatSchG) und §§ 14 und 19 Niedersächsisches Ausführungsgesetz zum Bundesnaturschutzgesetz (NAGBNatSchG) Anwendung. 
Das LSG Geestrand von Stade bis Horneburg wird im Norden durch die südliche Bebauung von Stade in Höhe der Kreuzung Kaisereichen, im Süden durch die nördliche Bebauung von Horneburg in Höhe des Krähenholzes, im Westen durch die Bundesstraße 73 und im Osten durch den Weg an der Bahnstrecke Hamburg-Cuxhaven und die Ostseite der Bruchwälder an dem Weg begrenzt.
Der Charakter des Gebiets wird überwiegend durch den steilen, mit Laubhölzern bewaldeten Rand und seiner Übergangszone zum Urstromtal der Elbe bestimmt. Besonderer Schutzzweck ist die Erhaltung dieses Geestrandes mit Nebentälern und seinem artenreichen Bewuchs.